# Francesco Gabriotti
Francesco Gabriotti (12. srpen 1914 Řím, Italské království – 11. únor 1987) byl italský fotbalový obránce.
Za reprezentaci odehrál jedno utkání na OH 1936, kde získal zlatou medaili.

## Hráčské úspěchy

### Reprezentační
- 1x na OH (1936 - zlato)